# レバノンのポケベル爆発
レバノンのポケベル爆発（レバノンのポケベルばくはつ、アラビア語: انفجار أجهزة النداء في لبنان 2024）では、2024年（令和6年）にレバノンで発生したポケットベルの爆発について解説する。

## 概要
2024年9月17日と18日、ヒズボラが使用する目的でレバノンとシリア全体に配布された数千台のハンドヘルドポケットベルと数百台のトランシーバーが、イスラエルによる攻撃で同時爆発した。この攻撃により、少なくとも12人の民間人を含む少なくとも42人が死亡、3,000人以上が負傷した。この事件は、2023年10月にイスラエル・ヒズボラ紛争が始まって以来、ヒズボラにとって最大のセキュリティ侵害とされている。
最初の爆発の波はポケットベルを標的とし、9月17日15時30分（EEST）（日本時間同日21時30分）頃に発生し、ヒズボラの構成員2名と子供2名を含む少なくとも12人が死亡、イランの駐レバノン大使を含む2,750人以上が負傷した。2回目の爆発の波はアイコム製のトランシーバーを標的とし、9月18日に発生し、少なくとも30人が死亡、750人以上が負傷した。 爆発は主にレバノンで発生したが、シリアのいくつかの場所でも発生した。爆発の犠牲者を受け入れたレバノン全土の150の病院では、混沌とした状況が見られた。
2024年2月、ヒズボラの書記長ハサン・ナスルッラーフは、イスラエルが携帯電話網に侵入したと主張し、構成員に携帯電話の代わりにポケットベルを使用するよう指示した。その後、ヒズボラは爆発の約5か月前にGold Apollo AR924ポケットベルを購入した。イスラエル諜報特務庁（モサド）は秘密裏にこれらの装置を製造し、爆発物ペンスリットを装置に組み込み、ダミー会社を通じてヒズボラに販売していた。戦争法の学者は、ヒズボラの民間人構成員もポケットベルを所持していたという証拠を指摘し、ヒズボラの軍事構成員と民間人構成員を区別できなかったため、この攻撃は戦争犯罪に該当する可能性があると示唆している。国際当局者もまた、この爆発をテロリズム行為と呼んでいる。
この攻撃に対し、ナスルッラーフは爆発を「大きな打撃」と表現し、戦争行為、おそらくイスラエルによる宣戦布告であると述べた。2024年9月22日、イスラエル大統領イツハク・ヘルツォグは、イスラエルがこの爆発に関与したことを否定したが、同日、イスラエル首相ベンヤミン・ネタニヤフは、「ヒズボラがメッセージを理解していなければ、約束する、理解するだろう」と述べた。爆発の後、イスラエル国防相ヨアブ・ガラントは、イスラエル北部とレバノンにおける戦争の「新たな局面」が始まったと発表した。ヒズボラは報復を誓い、数日後にイスラエル北部へのロケット攻撃を開始し、ナザレやキリヤット・ビアリクなどの都市を攻撃し、数人の民間人が負傷した。10日後、イスラエルはベイルートで空爆によりヒズボラ指導者ハサン・ナスルッラーフを暗殺した。

## 背景
2023年10月にイスラエル・ハマス戦争が始まって間もなく、ヒズボラはパレスチナとの連帯を理由に紛争に参戦した。これはすぐにヒズボラとイスラエルの間の定期的な越境軍事交流へと発展し、イスラエル北部、レバノン南部、ゴラン高原に影響を与えた。ヒズボラは、イスラエルに2つの戦線を強いることで圧力をかけることを目的としていると述べた。ヒズボラは、ガザでも停戦が成立すれば即時停戦を申し出ているが、ガザでは4万人のパレスチナ人が死亡しており、そのほとんどが女性と子供である。2023年10月8日から2024年9月20日までに、ヒズボラは1,900回の越境攻撃を開始し、イスラエルはさらに8,300回の攻撃を開始した。この戦闘により、レバノンでは564人（民間人133人を含む）、イスラエルでは52人（民間人27人を含む）が死亡し、両国で地域社会全体が避難民となり、民間インフラに大きな被害が出た。
9月10日、イスラエル国防相ヨアブ・ガラントは、イスラエルはガザから北部国境への重点移行を進めていると述べた。イスラエル国内治安機関シン・ベトは、ヒズボラが爆発装置を使って元国防高官を暗殺しようとした計画を阻止したと発表し、『エルサレム・ポスト』は、ポケットベルの爆発がその報復だった可能性があると推測した。

### ポケットベルの使用
20世紀後半には人気があったポケットベルだが、その後は病院を除いてほとんど携帯電話に取って代わられた。ヒズボラの構成員の中には10月7日の攻撃以前から何年もポケットベルを使用していた者もいたが、2024年2月にヒズボラの書記長ハサン・ナスルッラーフがイスラエルのスマートフォンへの侵入能力を理由にスマートフォンの使用をやめるよう構成員に呼びかけた後、より多くの構成員がポケットベルを使用し始めた。その後、ヒズボラは爆発の数か月前にポケットベルをレバノンに輸入した。ロイター通信は、爆発物は検査にもかかわらず発見されず、攻撃直前にもポケットベルは配布されていたと報じている。
2015年、モサドはレバノンに爆発物入りのトランシーバーを設置し始め、イスラエルが秘密裏にヒズボラの通信を監視しながら、それらを爆発させる選択肢を保持できるようにした。9年間、イスラエルはこれらの装置の使用を監視に限定していた。しかし、2023年には、ヒズボラが知らずに購入した爆発物入りのポケットベルの導入という新たな戦術が登場した。爆発するポケットベルは、台湾の企業Gold ApolloのAR924モデルであった。このモデルは台湾でも米国でも販売されておらず、同省の統計によると、同時期に台湾からレバノンへのGold Apollo製ポケットベルの直接輸出は記録されていない。第三国を経由した間接輸出の可能性は排除できない。
Gold Apolloはポケットベルの製造を否定し、ブダペストに拠点を置くBAC Consulting Kft.によって製造・販売されたと説明した。BAC Consulting Kft.は過去3年間、Gold Apolloとライセンス契約を結んでいた。Gold Apolloの創業者であるHsu Ching-Kuangは、BACの支払いは「非常に奇妙」で、中東経由で届いたと述べた。台湾警察はGold Apolloの関与について捜査を開始し、台北と新北市の4か所を捜索し、2人に尋問を行った。経済部長郭智輝と行政院長蘇貞昌は、ポケットベルが台湾製であることを否定した。ドイツの放送局DWはブダペストにあるBACの公式住所を訪れたが、ドアには会社名が書かれた紙切れがあるだけで、呼び鈴にも反応がなかった。DWは『ニューヨーク・タイムズ』紙を引用し、BACと少なくとも2つの他のダミー会社はイスラエルのフロント企業の一部であり、イスラエル諜報員とのつながりを隠蔽することを目的としていたと報じている。BAC ConsultancyのCEOは、自社は仲介業者であり、装置の製造には関与していないと述べた。
BAC ConsultingのCEOであるCristiana Bársony-ArcidiaconoはGold Apolloとの協力を認めたが、「私はポケットベルを作っていません。ただの仲介業者です」と述べている。ハンガリー政府報道官コヴァーチ・ゾルターンは、BAC Consultingは「貿易仲介業者であり、ハンガリー国内に製造拠点も事業所もない。申告された住所に登録されている管理者は1人だけで、該当の装置はハンガリー国内にあったことはない」と述べている。
『ニューヨーク・タイムズ』紙は、イスラエル諜報機関がBAC Consultingを運営し、関与を隠すために他の2つの無名のダミー会社を作成したと報じている。ヒズボラのために製造されたポケットベルには、爆発物ペンスリットが3グラム組み込まれたバッテリーが搭載されており、発見は極めて困難であった。
スカイ・ニュースは、レバノンの治安当局者の話として、ヒズボラが5,000台の装置を発注したと報じている。イスラエルの機関は以前にも爆発物入りの通信機器を使った作戦を実施しており、特に1996年のハマス工作員ヤヒヤ・アヤシュの暗殺が注目されている。

## 爆発

### 第一波
2024年9月17日15時30分EEST頃、レバノンとシリア全土の多くのポケットベルが、ヒズボラ構成員に対する明らかに協調された攻撃と思われる形で予期せず爆発し、多くの構成員が重傷を負った。レバノン保健省によると、救急搬送された人の大半は私服であり、ヒズボラとの所属は不明であった。
顔面と眼の負傷が爆発の最も一般的な影響であり、トレイシー・シャムーンによると、ポケットベルは音が鳴り、ユーザーが装置を手に取って頭部まで持ち上げるように仕向けられていた。他の報道によると、装置は振動し、画面にエラーメッセージが表示され、ユーザーがエラーをクリアするためにボタンを押したときにのみ爆発し、操作者が装置を手に持っている可能性が高まったという。
爆発は、ヒズボラの拠点であるベイルートのダヒエ、レバノン南部、シリア国境近くのベッカー高原など、ヒズボラが強い影響力を持ついくつかの地域で発生し、アーリ・アン・ナハリとリヤークの町で爆発が報告された。シリアでは、ダマスカスとその周辺でもポケットベルの爆発が報告された。最初の爆発後、最大30分間爆発が続き、その結果生じた混乱を増大させた。
爆発の後、複数の負傷者が出血しているのが目撃された。あるケースでは、店の外に立っていた男性のズボンのポケットの中で爆発が起きた。ソーシャルメディアや地元メディアで流布されたベイルート南郊の写真や動画には、手やポケット付近に怪我を負って地面に横たわる人々が映っていた。
約150の病院が攻撃の犠牲者を受け入れ、混沌とした状況が見られた。レバノン南部、ベッカー高原、ベイルート南郊の病院は患者で溢れかえり、多くは顔、手、腰に怪我を負っていた。これに対し、保健省はポケットベルを持っている人に処分するよう勧告し、病院に「厳戒態勢」を維持するよう指示した。また、医療従事者に出勤を要請し、無線機器を使用しないよう求めた。レバノン国営通信社は献血を呼びかけた。救急隊は北部の都市トリポリとアルカラモーンからベイルートへの支援に派遣された。
この攻撃は、バイデン政権の特使アモス・ホックスタインがイスラエルを訪問し、ベンヤミン・ネタニヤフ首相にレバノンでの大規模なエスカレーションを招かないよう警告した翌日に行われた。爆発の直前、イスラエル国防相ヨアブ・ガラントは米国防長官ロイド・オースティンに対し、レバノンでの作戦が計画されていると伝えていた。

### 第二波
2024年9月18日17時（EEST）頃、最初の攻撃から約24時間後、携帯無線機を標的とした第二波の爆発が発生した。
爆発はベイルート、ベッカー高原、南レバノンで報告された。爆発により少なくとも2軒の家屋で火災が発生した。他の爆発は、最初の爆発で死亡したヒズボラのメンバー3人と子供1人の葬儀で発生した。レバノン民間防衛は、マジデル・セルムのリチウム電池店を含む少なくとも71の家屋や店舗、15台の車、多数のバイクの火災に対応したと述べた。これらの火災は、ナバティーエ県全体で様々な場所で発生した爆発によって引き起こされた。
問題のある装置がベイルート・アメリカン大学医療センター (AUBMC) の外の救急車内で発見され、レバノン軍によって制御された爆発で無力化された。ヒズボラの支持者たちは、AUBMCでの事件をジャーナリストが撮影するのを妨害したと伝えられている。レバノン赤十字社は影響を受けた地域で犠牲者を搬送するために30台の救急車を派遣した。
標的となった装置は、ヒズボラが使用していることが知られているアイコムのIC-V82 VHF 無線機であると報告された。IC-V82モデルの製造は2014年に中止され、アイコムは以前、IC-V82を含む偽造無線機について警告を発していた。同社は9月19日、調査を実施していると述べ、2日後、無線機が自社のものである可能性は「非常に低い」と発表した。アイコムの米国子会社の営業担当者は、関係するトランシーバーは「模造品」（偽造品）であるように見えると述べた。
指紋認証装置などの他の電子機器も爆発したと報告されているが、これらの機器が他の爆発で発火したのか、それとも単独で爆発したのかは不明である。
第二波の爆発の後、ティルスでレバノン軍が介入する前に、男たちが国連レバノン暫定駐留軍の車両を襲撃した。

## 死傷者
2024年9月22日現在、攻撃による死者数は42人で、少なくとも12人の民間人の死亡が含まれる。3,500人以上が負傷した。
最初の攻撃では、少なくとも12人が死亡した。その中には、2人の医療従事者、9歳の少女、11歳の少年などの民間人が含まれる。ヒズボラの国会議員であるアリ・アマルの成人した息子が死亡した。首相ナジーブ・ミーカーティーは弔問のためベイルート南部を訪れた。2,750人以上が負傷した。9月18日の第二波では、少なくとも30人が死亡、750人が負傷した。レバノン山大学病院の眼科医は、負傷者の中には顔に直接何かが爆発した兆候を示している人が多く、片目または両目を失った人や、脳に榴散弾の破片が入った人もいると報告した。レバノン保健省は、ポケットベル攻撃の結果、300人が両目を、500人が片目を失ったと報告した。他の医師は、重度の腕、腰、顔の負傷を診ており、指が裂けた患者、手が切断された患者、眼球が飛び出した患者、顔に裂傷を負った患者を報告した。
保健大臣フィラス・アビアドは、救急治療室で治療を受けている人の大多数は私服を着ており、ヒズボラとの所属は不明であると述べた。彼はまた、死傷者には高齢者や幼児も含まれていると付け加えた。保健省によると、医療従事者も負傷しており、すべての医療従事者にポケットベルを廃棄するよう勧告した。9月26日、レバノンのアブダラー・ブー・ハビブ外務大臣は、ポケットベルを所持していた人のほとんどは戦闘員ではなく、管理者のような民間人であったことを確認した。ヒズボラの専門家であるカシム・カシムは、攻撃は主に民間人労働者を襲い、軍事部門はほとんど影響を受けなかったと述べた。匿名の情報筋によると、1,500人のヒズボラの戦闘員が負傷により戦闘不能となり、多くが失明したり、手を失ったりした。当初、ポケットベルを所持していたのがヒズボラのメンバーだけだったかどうかは不明だったが、ナスララ書記長は演説の中で、爆発したポケットベルは下級メンバーに配布されたもので、ヒズボラの指導者たちはそのモデルを使用していなかったことを明らかにした。モジタバ・アマニ駐レバノン・イラン大使が負傷した。『ニューヨーク・タイムズ』紙はイスラム革命防衛隊（IRGC）の匿名メンバーの話として、彼は片目を失い、もう一方の目にも重傷を負ったと報じた。イラン大使館の職員2人も負傷した。サウジアラビアのニュースチャンネル『アル・ハダス』は、シリアのデリゾールでIRGC隊員19人が死亡、150人が負傷したと報じたが、IRGCは死傷者が出たことを否定した。

## 影響

### レバノン
レバノンのフィラス・アビアド保健大臣は、攻撃の規模は、これまでに記録された最大の人工的な非核爆発の1つである2020年ベイルート爆発よりも大きいと述べた。レバノンの災害対策委員会の委員長も、負傷者の急増とレバノンの緊急対応システムへの負担という点で、ポケットベル攻撃をベイルート爆発と比較した。負傷者の治療にあたった多くのレバノンの医師は、負傷のレベルは港湾爆発後よりも大きいと一致して認めた。
9月18日、レバノンでは学校が休校となり、レバノン軍は不審な装置を破壊するため、様々な地域で制御された爆破を実施していると発表した。
9月19日、レバノン民間航空局は、ベイルート・ラフィク・ハリリ国際空港でのフライトにおいて、受託手荷物と機内持ち込み手荷物の中にポケットベルと無線機を持ち込むことを無期限で禁止した。エールフランスとルフトハンザは、攻撃による治安状況を理由に、（テルアビブとテヘランとともに）ベイルートへのフライトを停止した。

#### ヒズボラ
CNNは、この作戦はヒズボラのメンバーにパラノイアを植え付け、彼らの募集活動を阻害し、ヒズボラの指導部と、その作戦と人員を保護する能力への信頼を弱めることを意図していた可能性があると示唆した。CNNのチーフ法執行・情報アナリスト、ジョン・ミラーは、ヒズボラへのメッセージは「いつでも、どこでも、我々が選んだ日時に、ボタン一つであなた方に到達できる」ということだと述べた。
『エコノミスト』誌は、ヒズボラの指揮命令系統を混乱させることを目的としたポケットベル爆弾は、イスラエルの侵攻の前兆である可能性もあれば、イスラエルの作戦の全容である可能性もあると示唆した。王立国際問題研究所のリナ・ハティブは、この侵害はヒズボラの軍事力を麻痺させ、恐怖を植え付ける可能性があり、同グループは通信にさらに慎重になると述べた。別の説では、イスラエルはヒズボラが脆弱性を発見するのを防ぐために先制的に行動したというものもある。
『アトランティック』誌にも寄稿しているレバノンのジャーナリスト、キム・ガタスはCNNの取材に対し、この事件は「ヒズボラを屈服させ、イスラエルに対する攻撃の増加はさらなる暴力行為に直面することを明確にするための試み」である可能性があると示唆した。彼女は、特にヒズボラが攻撃による混乱に対処しているため、これがイスラエルの大規模な作戦の前兆となる可能性があると指摘した。
ユダヤ系アメリカ人の政治学者エリオット・A・コーエンは『アトランティック』誌に、この攻撃は、ヒズボラの死傷者数以外にも「イスラエルにとって戦略的勝利」であると書いた。なぜなら、ヒズボラは電子通信を信頼することができなくなり、組織は電子通信なしには機能できないからである。彼はまた、爆発は3週間前のハーシュ・ゴールドバーグ＝ポリンと他の5人の人質の殺害の後、イスラエルの「士気を高揚させる」役割を果たしたと述べた。
『ワシントン・ポスト』紙は後に、この攻撃がヒズボラの指導部を著しく弱体化させ、イスラエルがトップリーダーのハサン・ナスララを標的にして殺害することを促したと報じた。

### イラン
数日以内に、イランのイスラム革命防衛隊はあらゆる種類の通信機器の使用を停止し、すべての機器の点検を実施した。

## 責任
攻撃直後、ヒズボラは声明を発表し、攻撃の責任はイスラエルにあるとした。イスラエル当局者は攻撃についてすぐにはコメントしなかったが、少なくとも2人の米国当局者と中東の高官はNBCの記者に対し、9月18日の攻撃の背後にはイスラエルがいると語った。『ニューヨーク・タイムズ』紙は後に、イスラエルは攻撃への関与を否定し続けているものの、攻撃について説明を受けた12人の現役および元国防・情報当局者は、イスラエルが背後にいると述べたと報じた。
イスラエル国防軍（IDF）は、AP通信から接触を受けた当初、コメントを拒否した。イスラエルのヘルジ・ハレヴィ参謀総長はイスラエルの将軍らと会合を開き、「あらゆる方面での防御および攻撃作戦の準備」について協議した。ハレビは翌日、声明の中で、「我々はまだ発動していない多くの能力を持っている...我々はこれらのことのいくつかを見てきた。私には、我々は十分に準備ができており、これらの計画を今後進めていくつもりだと思われる」と述べた。彼はまた、イスラエルは段階的にさらに前進し、各段階でヒズボラにとってより苦痛なものになると述べ、イスラエル国防軍はイスラエル北部の避難民が安全に家に戻れるようにすることを決意していると述べた。
2024年9月22日、イスラエルのイツハク・ヘルツォグ大統領は、爆発へのイスラエルの関与を否定したが、同日、ベンヤミン・ネタニヤフ首相は、「ヒズボラがメッセージを理解していないのであれば、約束しよう、理解するだろう」と述べた。
2024年11月10日、ネタニヤフ首相はポケベル爆発への関与を認めた。

## 国際法
欧州連合外務・安全保障政策上級代表であるジョセップ・ボレルは、子供を含む民間人の間で副次的被害が大きいため、攻撃の合法性に疑問を呈した。国連レバノン特別調整官であるジャニーン・ヘニス＝プラスハートも、攻撃の合法性について懸念を表明した。ベルギーのペトラ・デ・サッター副首相はさらに踏み込み、これを「テロ攻撃」と呼んだ。元CIA長官のレオン・パネッタも、この攻撃を「一種のテロリズム」と表現した。
検討された法的問題は、攻撃が区別の原則（ブービートラップの使用禁止を含む）および均衡の原則に違反しているかどうかを判断しようとするものであった。
国連特別報告者の大規模なグループは、国際連合人権高等弁務官事務所と共同で、攻撃は「民間人の間に恐怖を広めることを意図していた」こと、保護された民間人と戦闘員の区別を怠ったこと、ブービートラップの使用禁止に違反していることから、戦争犯罪となる可能性があると述べた。彼らは調査を求めた。

### 区別の原則

#### 無差別攻撃
国際連合人権高等弁務官事務所の専門家は、数千台の機器を同時に爆発させることで、攻撃者は民間人と戦闘員を区別するために各標的を確認することを怠ったため、攻撃は無差別攻撃であると述べた。ロンドン・スクール・オブ・エコノミクスのアロンソ・グルメンディ＝ダンケルベルクも、区別の原則を満たすためには、イスラエルは個々の機器が民間人ではなく軍事目標の所持にあるかどうかを確認しなければならなかったと述べた。彼は、数千台の機器が同時に爆発したことを考えると、イスラエルがそうした可能性は低いと述べた。
ウィリアム・ブースビー教授はリーバー戦争法研究所に寄稿し、標的はポケットベルが支給された人物であるように見え、ポケットベルが使用者の所持にあると仮定するのは「おそらく合理的」であると述べた。
ヒューマン・ライツ・ウォッチの中東・北アフリカ部長であるラマ・ファキは、「正確な位置を確実に知ることができない爆発装置の使用は、無差別攻撃となり、特定の軍事目標に向けることができない攻撃手段を使用し、結果として軍事目標と民間人を区別なく攻撃することになる」と述べた。国際連合シエラレオネ特別法廷の初代主任検察官であるデビッド・M・クレインは、もし「用いられた方法が民間人を避けつつヒズボラを標的にするのに十分な精度を備えていない」場合、攻撃は区別の原則に違反する可能性があると書いた。しかし、民間人の死傷者が予見できなかった場合、攻撃は合法であるとした。

#### ヒズボラ構成員の民間人としての地位
多くの情報源は、国際人道法（IHL）の下では戦闘員のみが標的にできること、および戦闘に参加していない者は標的にできないことを警告した。ヒズボラは軍事部門を持つが、政党でもある。米国を拠点とする人権派弁護士のフワイダ・アラフは、公務員は敵対行為への参加の証拠がない限り国際法上は民間人と見なされると指摘した。ウィリアム・ブースビー教授は、ポケットベルがヒズボラの非戦闘員、例えば外交、政治、または管理職員にも支給されていることがわかっている場合、ポケットベルへの攻撃は違法であると書いた。
キングス・カレッジ・ロンドンの安全保障学教授であるアンドレアス・クリークは、ポケットベルは慈善団体や公務員で働くヒズボラの民間人メンバーに配布されている可能性が高く、これらの人々は敵対行為に参加していないと述べた。ヒズボラの専門家であるカシム・カシールは、攻撃は主に民間人労働者を襲い、軍事部門は largely unaffected であると述べた。9月26日、レバノンのアブダッラー・ブー・ハビーブ外務大臣は、ポケットベルを所持していた人々の中には戦闘員もいたが、ほとんどは事務員であったと述べた。
ヒズボラはまた、関連慈善団体を通じて社会サービスを提供している。例えば、殺害された人の1人は、そのような慈善団体と関係のあるアル・ラッスル・アル・アザム病院でポケットベルを所持していた病院の用務員であった。
マルコ・ミラノビッチは、爆発のわずか数時間前にポケットベルが支給されたものもあることを考えると、イスラエルがヒズボラがポケットベルを軍人メンバーに支給したか民間人に支給したかを知るのはほぼ不可能であると書いている。彼は、攻撃はおそらく無差別攻撃であったと結論付けている。

#### ブービートラップ
ブービートラップは、イスラエルが締約国である特定通常兵器使用禁止制限条約（CCW）の「地雷、ブービートラップ及び他の装置に関する議定書」（「修正議定書II」）の下で大部分が禁止されている。修正議定書IIの第7条2項は、「明らかに無害な携帯用物体で、特に爆発物を含むように設計および構築されたブービートラップまたは他の装置」の使用を禁止している。
英国など一部の国々の交戦規則も、無害な物品に偽装された爆発装置を禁止している。米国国防総省の「戦争法マニュアル」は、そのような物品の例として時計、カメラ、たばこパイプ、ヘッドホンを挙げ、「周囲に散乱されやすく、特に子供にとって魅力的である可能性のある大量の危険な物体の生産」を防ぐために禁止されているとしている。国際危機グループのアドバイザーであり、ニューヨーク大学法科大学院の非常勤上級研究員であるブライアン・フィヌケインは、「戦争法マニュアル」が禁止されているブービートラップの具体的な例として「第二次世界大戦時代の爆発する通信ヘッドセット」を挙げていると指摘した。
戦時国際法教授のウィリアム・H・ブースビーは、リーバー戦時国際法研究所の「Articles of War」の中で、「武装信号が送信されると、レバノンでヒズボラに対して使用された装置は第7条（2）項の範囲内に入り、したがってその根拠に基づいて禁止される」可能性が高いと書いた。
ヒューマン・ライツ・ウォッチの中東・北アフリカ部長であるラマ・ファキは、「慣習国際人道法は、民間人が引きつけられる可能性のある、または通常の民間人の日常生活で使用されるものと関連付けられている物体であるブービートラップの使用を、まさに民間人を重大な危険にさらし、今日レバノン全土で引き続き展開されている壊滅的な場面を生み出すことを避けるために禁止している」と述べた。

### 攻撃の非対称性
オックスフォード大学オックスフォード倫理・法律・武力紛争研究所のジャニナ・ディルは、人々はポケットベルを自宅に持ち帰るなど、さまざまな場所に持ち運ぶため、攻撃は均衡を欠いているのではないかと疑念を呈した。彼女は、何百ものポケットベルが同時に爆発することを考えると、攻撃者が民間人への予想される危害について意味のある計算を行うことさえ可能であったかどうか疑問視した。英国の人権派弁護士であるジェフリー・ナイスは、攻撃は均衡を無視して行われたと述べ、「ポケットベルと無線機は、起動されたとき、位置と目的地が不明であったため、イスラエルは結果が均衡が取れているかどうかを検討することが不可能であった」と述べた。
マルコ・ミラノビッチは、均衡の分析には以下の2つのグループの民間人を考慮する必要があると書いている。
1. ポケットベルが支給された民間人
2. 爆発時にポケットベルの近くにいた傍観者

彼は、イスラエルは、ポケットベルの爆発物のサイズが小さいため、2番目のグループの民間人への危害の可能性は低いと主張する可能性があると書いている。しかし、最初のグループの民間人は高い確率で深刻な危害を受けることになる。
ランド研究所のシニア政治学者であるラファエル・コーエンは、「2,000ポンド爆弾を投下するよりもはるかに的を絞ったもの」であったと指摘した。

## 反応

### レバノン
レバノンの上級治安筋は、al-Hadathに対し、イスラエルが個々の機器の通信システムに侵入し、爆発を引き起こしたと語った。ミカティ首相官邸は、この事件はイスラエルによるレバノンの主権に対する犯罪的な「侵害」であると述べた。政府は国連に連絡を取り、イスラエルに攻撃の責任を負わせるよう求めた。フィラス・アビアド保健大臣は保健システムの対応を称賛し、システムは「特に重傷を負った人々に、必要なケアを提供することができた」と述べた。
反ヒズボラの見解で知られるレバノンのジャーナリスト、モハンマド・バラカットは、ポケットベル攻撃をレバノンの「9/11」と呼んだ。レバノンの新聞Al-Akhbarは、「敵は、標的に到達する能力と手段の点で並外れた治安作戦において、紛争の開始以来、イスラム抵抗の本体に最も厳しい打撃を与えることに成功した」と報じた。

#### ヒズボラ
ヒズボラは、イスラエルの攻撃を「犯罪的侵略」と表現し、「正当な報復」を誓った。グループに近い人々は、爆発後の衝撃状態について説明した。レバノンのアナリスト、カシム・カシールは、攻撃は主にヒズボラ内の民間人労働者を襲い、戦闘員は襲っていないと述べた。
2024年9月27日の暗殺の8日前、ヒズボラの書記長ナスララは、この攻撃を「深刻な打撃」と呼び、ヒズボラ、レバノン、そしておそらくこの地域にとって「前例のない」ものだと表現した。彼はさらに、イスラエルはすべての「レッドライン」を越えたと付け加えた。ナスララは、イスラエル国防軍にレバノンへの侵攻に挑戦し、ヒズボラは準備ができていると主張し、北部に避難したイスラエル人は、イスラエルがガザへの侵攻をやめた場合にのみ帰還できると述べた。
9月22日の朝、ヒズボラは北イスラエルに数十発のロケット弾を発射することで報復した。ロケット弾の一部はハイファとナザレ上空で迎撃された。キリヤット・ビアリクでは2軒の家屋が被弾した。4人が榴散弾の破片で負傷した。3人の高齢男性と10代の少女である。ロケット弾がナザレを襲い、市内で大規模な火災が発生した。また、ベイト・シェアリムでは納屋が被弾し、数頭の牛が死亡した。

### イスラエル
Axiosによると、イスラエル当局者は、北部国境での主要なエスカレーションのリスクを認識しており、イスラエル国防軍はヒズボラの報復に備えて高度な警戒態勢にあると述べた。イスラエルのニュースウェブサイトWallaは、名前のない当局者の言葉を引用し、「イスラエルの情報機関は作戦前に、ヒズボラがイスラエルに対して重大な反撃を行う可能性があると評価した」と報じたとされている。ヨアブ・ガラント国防相は、ヒズボラとの紛争における「新たな段階」の始まりを発表し、イスラエル国防軍は部隊と資源を北に振り向けていると述べた。
最初の攻撃の当日、イスラエルの野党指導者ヤイル・ラピッドは、「イスラエルとハマス間の停戦と人質交換の取引」について話し合うため、米国を訪問していた。彼は攻撃を受けて訪問を中断し、イスラエルに戻った。
攻撃直後、多くのイスラエルの要人と親イスラエルのソーシャルメディアアカウントは、攻撃を称賛し、犠牲者を嘲笑した。インターネットパーソナリティのノヤ・コーエンは、頭にスカーフを巻いてアラビア語の真似をして話す動画を投稿し、その後電話を取ると爆発した。同様のコンテンツが親イスラエルアカウント全体に投稿され、イスラエルのソーシャルメディアインフルエンサーであるエイナブ・アヴィゼマーは、この攻撃を「ベルトの下の作戦」と呼んだ。ポケットベルを新しいモサド工作員「モッティ・ローラ」と名付けるミームや、爆発したポケットベルによって性器が欠損したヒズボラの戦闘員の遺体を写したミームなど、ミームが広く共有された。

### 多国籍組織
レバノン担当国連特別調整官のジャニン・ヘニス・プラシュハールトは、攻撃を非難し、「民間人は標的ではなく、常に保護されなければならない」と述べた。事務総長報道官のステファン・ドゥジャリックは、国連は民間人の犠牲者を遺憾に思い、この地域でのエスカレーションのリスクについて警告したと述べた。9月18日にアントニオ・グテーレス事務総長は、「民間の物体」を兵器化すべきではないと強調した。安全保障理事会は、9月20日に緊急会合を開き、状況に対処した。国連人権高等弁務官のフォルカー・テュルクは、「標的となった装置を誰が所持していたか、攻撃時にどこにいたか、周囲の状況がどうであったかを知ることなく、民間人であれ武装集団の構成員であれ、数千人の個人を同時に標的にすることは、国際人権法に違反し、適用可能な範囲で国際人道法にも違反する」と述べた声明を発表した。アムネスティ・インターナショナルは、この攻撃を国際法違反であるとして非難した。
欧州連合外務・安全保障政策上級代表のジョセップ・ボレルは、攻撃は「レバノンに恐怖を広める」ことを目的としたものだと述べ、攻撃を非難した。

### 非政府組織
イラクに拠点を置く親イラン民兵組織であるカタイブ・ヒズボラとハラカト・ヒズボラ・アル・ヌジャバは、ヒズボラに医療および軍事支援を申し出た。
ガザ地区を統治するパレスチナ組織ハマスは、この攻撃を「すべての法律に反する犯罪」と表現した。声明の中で、ハマスはヒズボラの「努力と犠牲」を称賛し、「このテロ行為は、シオニストの敵によるこの地域へのより大きな侵略の一部である」と述べた。
イエメンの大部分を統治するフーシ派の報道官であるモハメド・アブデルサラムは、この攻撃を「凶悪な犯罪であり、レバノンの主権の侵害である」と呼び、レバノンは「シオニストの敵対組織を抑止し、いかなるエスカレーションについても重い代償を支払わせることができる」と述べた。爆発の数時間後、そしてテルアビブへの超音速弾道ミサイル発射の2日後、フーシ派のメディア当局副長官であるナスル・アルディン・アメルは、イスラエルとの戦争が発生した場合、グループは数千人の戦闘員をレバノンに派遣する準備ができていると述べた。

### 国際社会の反応

#### 中東
エジプト：アブデル・ファタハ・エル・シシ大統領は、アントニー・ブリンケン米国務長官との会談で、レバノンの安全、安定、主権を再確認し、エジプト政府は「紛争をエスカレートさせ、その範囲を地域的に拡大しようとするあらゆる試み」を拒否すると述べ、すべての当事者に責任ある行動をとるよう求めた。エジプトは医療支援も申し出た。
 パレスチナ：パレスチナ自治政府は、この攻撃を非難した。
 イラン：アッバス・アラグチ外務大臣は、この攻撃を「イスラエルのテロ」と呼び、影響を受けた人々への医療支援を提供することを誓った。外務省報道官のナセル・カナアニは、この攻撃を「シオニスト政権」による「大量殺戮の例」と呼んだ。イランは、医療支援を提供するため、12人の医師、12人の看護師、イラン赤新月社社長からなる医療チームをレバノンに派遣した。
 イラク：イラク政府は、最初の攻撃の後、レバノンの病院に医療物資を提供した。また、電子機器の輸入に伴う「侵入」やセキュリティリスクを回避するため、国境での管理を強化すると述べた。イラク赤新月社と人民動員隊は、攻撃の犠牲者を支援するため、ベイルートに援助物資を積んだ飛行機を派遣した。
 シリア：シリアはレバノン国民との連帯を表明し、爆発を非難しながら、「自衛権において彼らの側に立つ」と述べた。シリア外務省は、国営通信社SANAを通じて声明を発表し、イスラエルを「戦争の範囲を拡大し、より多くの血を流そうとするその願望」であると非難した。声明は、各国に「この侵略を明確に非難する」よう求めた。シリアは医療支援も申し出た。
 トルコ：レジェップ・タイイップ・エルドアン大統領は、レバノンのナジーブ・ミカティ首相との電話会談でイスラエルを批判し、この地域で紛争を広げようとするイスラエルの試みは「非常に危険」であり、トルコは「イスラエルの侵略」を阻止するための努力は継続すると述べ、医療支援も申し出た。
 カタール：ロルワ・アル・ハーター国際協力担当国務大臣は、この攻撃に対する国際社会の対応の欠如を「恐ろしい」と呼び、「これらの移動する時限爆弾は、公共の場や民間の場所で無差別に人々を負傷させ、殺害している。これはいつ容認されるようになったのか？」と述べた。

#### その他の反応
ベルギー：ペトラ・デ・サッター副首相は、「レバノンとシリアにおける大規模テロ攻撃」を非難した。
 中国：中華人民共和国外交部報道官の林堅は、中国は攻撃を注視しており、「レバノンの主権と安全を侵害する」あらゆる行為に反対すると述べた。また、地域における更なるエスカレーションの可能性について懸念を表明した。攻撃を受けて招集された国際連合安全保障理事会の緊急会合において、常任理事国の傅聰は、「関係者による最大限の自制」を求めた。傅は、攻撃は「あまりにも残忍かつ凶悪であり、最も強い言葉で非難されるべきである」と述べ、「迅速かつ完全な調査」を求めた。
 フランス：エマニュエル・マクロン大統領は、ビデオメッセージでレバノン国民に対する支持を表明し、「戦争は避けられないものではなく」、「外交的経路が存在する」と強調した。
 アイルランド：ミホル・マーティン外務大臣は、この攻撃を非難し、民間人の生命を危険にさらし、無差別攻撃に関するジュネーブ条約に違反していると述べた。サイモン・ハリス首相は、攻撃を批判し、緊張緩和を求めた。
 マレーシア：マレーシア外務省は、この攻撃を非難し、レバノンの安全、安定、主権を損なうものだと述べた。
 ノルウェー：ノルウェーは、ノルウェー企業が攻撃に関与しているかどうかを調査している。また、ノルウェー警察は、ヒズボラへの無線呼び出し機の販売に関与したノルウェー系インド人男性の国際指名手配を要請した。
 ロシア：ロシア外務省報道官のマリア・ヴラディーミロヴナ・ザハロワは、この攻撃を非難し、調査と国際的な注目が必要であると付け加えた。クレムリン報道官のドミトリー・セルゲイヴィッチ・ペスコフは、この攻撃が地域における「緊張のエスカレーションにつながっている」と述べた。
 韓国：大韓民国外交部報道官の 李在雄（イ・ジェウン） は、政府は中東の情勢を懸念を持って注視しており、関係当事者に対し、対話を通じて平和的解決策を追求するよう促したと述べた。
 イギリス：デービッド・ラミー外務大臣は、「高まる緊張と民間人の犠牲」について懸念を表明し、状況が「急速に悪化する可能性がある」として、レバノンにいる英国国民に退去を促した。また、英国政府は、「安定と安全を回復するための」政治的解決を交渉によって実現し、イスラエルとレバノンの両国民が故郷に戻れるようにしたいと述べた。
 アメリカ：アメリカ合衆国国務省報道官のマシュー・ミラーは、攻撃への関与を否定し、事前に攻撃を知らなかったと述べた。
また、米国はイランに対し、報復を控えるよう促した。カリーヌ・ジャン＝ピエールホワイトハウス報道官は、イスラエルとヒズボラの外交的解決の必要性を強調した。攻撃がテロリズムに該当する可能性があるかどうかを問われると、「明らかに子供が傷つけられ、人々が傷つけられるのは見ていて辛いことであり、私たちが見たいものではありません」と回答した。